# Accademia di Belle Arti di Carrara

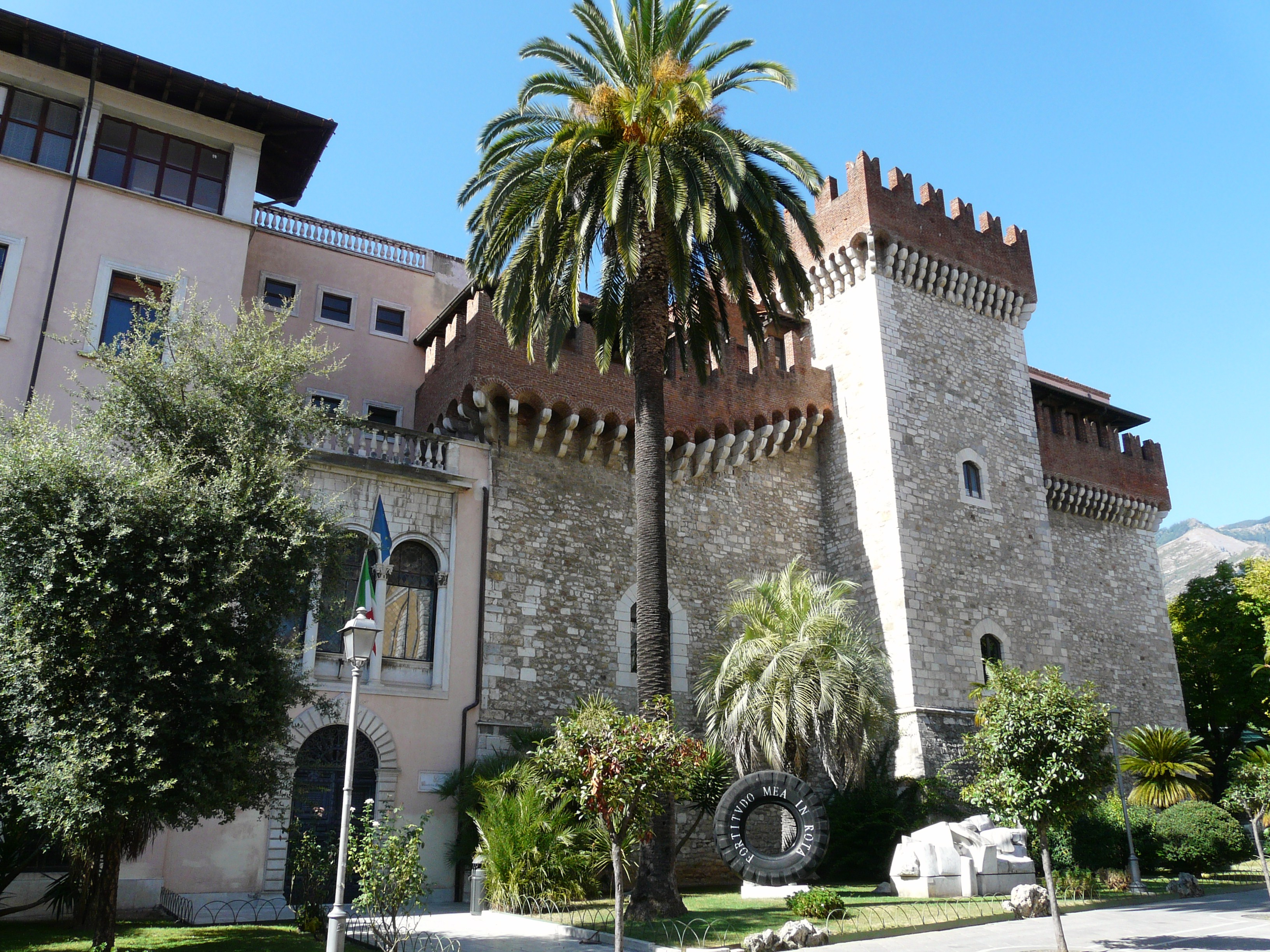
Palác Cybo Malaspina, sídlo akademie

Accademia di Belle Arti di Carrara (ABAC), Akademie výtvarných umění v Carraře, je státní umělecká vysoká škola v Carraře v Toskánsku ve střední Itálii. Účastní se programu Erasmus.

## Studijní programy
Žadatelé musí mít maturitu a absolvovat přijímací řízení, jako na všech italských uměleckých školách. Studijní program je rozdělen na první, tříletý stupeň a následující druhý, dvouletý stupeň. Studijní program prvního stupně zahrnuje: dekorativní umění, grafiku, uměleckou techniku, malířství, scénografii a sochařství, ve druhém stupni pak následuje konzervace a restaurování mramoru.

## Historie
Akademii založila 26. září 1769 Marie Tereza Cybo-Malaspina, vévodkyně z Massy a princezna z Carrary. Nicméně prapůvod leží v Accademii di San Ceccardo, kterou v roce 1757 nechala Marie Tereza založit na návrh sochaře Giovanniho Domenica Oliviery. Vyučovalo se malířství, sochařství a architektura. Olivieri předtím spolupůsobil při zakládání Královské akademie výtvarných umění sv. Fernanda (Real Academia de Bellas Artes de San Fernando) v Madridu.